# 乌素图召
乌素图召（汉语拼音字母：Ûst Jûû），位于内蒙古自治区呼和浩特市回民区，是一座藏传佛教格鲁派寺院。乌素图召是呼和浩特地区的“八小召”之一。

## 简介
乌素图召位于呼和浩特市回民区西北方向的大青山南麓的乌素图村。蒙古语“乌素图”意为“在水一方”。乌素图召是呼和浩特旧城之外规模最大的召庙建筑群。
乌素图召由多座庙宇组成：
- 庆缘寺：始建于明朝万历十一年（1583年），总监其他各寺。[1]该寺由察哈尔佃齐（禅师）于1606年（明朝万历三十四年）建造，称“乌素图召”，俗称“察哈尔喇嘛召”。清朝乾隆年间修缮之后，乾隆帝赐名“庆缘寺”。此后以该寺为中心兴建乌素图召建筑群。[2]
- 广寿寺：位于庆缘寺北侧。建于清朝康熙二十九年（1690年）。[1]广寿寺是席力图召的属召。[2]
- 长寿寺：位于庆缘寺东侧。建于清朝康熙三十六年（1697年）。长寿寺原为“龙王庙”。[1]
- 法禧寺：位于庆缘寺东北侧。建于清朝雍正三年（1725年）。[1]
- 罗汉寺：位于庆缘寺北侧。建于清朝雍正三年（1725年）。[1]
- 察哈尔寺：位于庆缘寺东侧。又称“东茶坊庙”。[2]
- 药王寺：位于庆缘寺西北侧。[2]

上述寺庙均依山而建，各自有红墙环绕，相互邻近。其中法禧寺保存较为完好，结构精致，建筑工艺精巧。
乌素图召后面有东西方向的赵长城遗址。